# Xian de Madoi
Le xian de Madoi (玛多县 ; pinyin : Mǎduō Xiàn) est un district administratif de la province du Qinghai en Chine. Il est placé sous la juridiction de la préfecture autonome tibétaine de Golog.

## Démographie
La population du district était de 10 717 habitants en 1999.